# 1290-talet
Korsriddarna erövrar sitt sista fäste och korstågen avslutas 1291 efter att pågått i cirka 90 år. 1296 inleds skotska frihetskriget, då Alexander III av Skottland dör utan att lämna någon arvinge efter sig, vilket innebär att Edvard I av England gör anspråk på Skottlands tron, för att få mer makt och stärka sitt grepp över ön. Detta leder till krig mellan skottarna och engelsmännen.

## Händelser
- 1290 – Birger Magnusson blir kung av Sverige.
- 1 augusti 1291 – Gamla edsförbundet, föregångare till dagens Schweiz, bildas.
- 2 januari 1296 – Upplandslagen stadfästs.
- 8 januari 1297 – Monaco blir självständig stat.

## Födda
- 1290 - Marsilius av Padua, italiensk filosof.

## Avlidna
- 1294 - Roger Bacon, engelsk franciscanermunk och filosof.